# Armée des côtes de La Rochelle

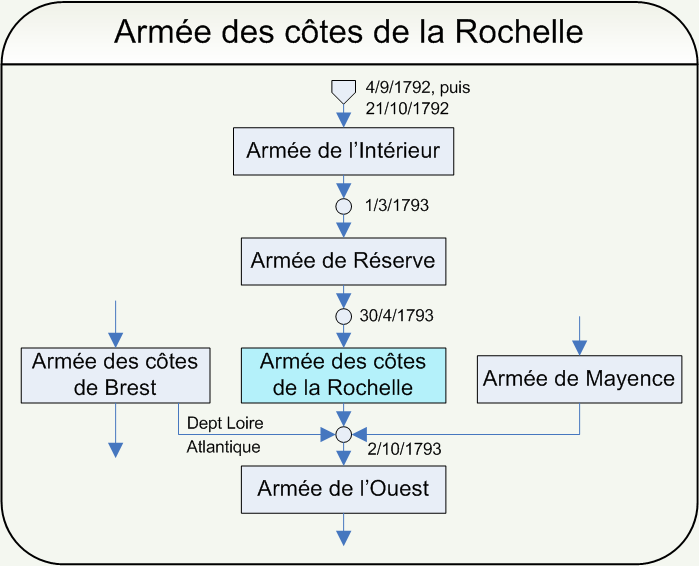
Armée des côtes de la Rochelle

L’armée des côtes de la Rochelle, également nommée armée de la Vendée est une armée de la Révolution française, qui n'a existé sous cette dénomination que de mars à septembre 1793. Elle prenait la suite de l'armée de l'Intérieur deux fois renommée, sans modification du commandement et a été transformée en Armée de l'Ouest.

## Création et évolution (depuis 1792)
- Une armée de l'Intérieur est créée le 4 septembre 1792, mais elle fondue le 22 dans les armées du Nord et du Centre avant son entière organisation
- Elle est reconstituée le 21 octobre 1792 à l'aide du camp sous Paris supprimé la veille
- Elle devient armée de Réserve par arrêté du Conseil exécutif du 1er mars 1793
- Elle devint armée des côtes de la Rochelle par décret du 30 avril 1793. Elle est également citée sous le nom d'armée de la Vendée.
- L'armée des côtes de la Rochelle, réunie à l'armée de Mayence et à la partie de l'armée des côtes de Brest opérant dans le département de la Loire-Inférieure, prend le nom d'armée de l'Ouest par décret de la Convention du 2 octobre 1793 (11 vendémiaire an II)

Selon le décret du 30 avril 1793, elle est chargée de la défense contre la menace britannique des côtes et des places entre la Gironde et l'estuaire de la Loire, ainsi que de la rive droite de cette rivière jusqu'à Ingrandes.
Dans les faits, elle a surtout eu à se battre contre l'insurrection vendéenne et a été à plusieurs reprises mise en déroute. Il semble qu'elle ait eu mauvaise réputation : lorsque les soldats de la garnison de Mayence sont rapatriés et envoyés dans l'Ouest en août 1793, ils refusent d'être adjoints à cette armée « absolument déshonorée aux yeux de l'Europe » et rejoignent à Nantes l'armée des Côtes de Brest commandée par Canclaux.

## Commandants (depuis 1792)
Armée de l'Intérieur
- du 4 au 22 septembre : général de La Bourdonnaye
- du 21 octobre 1792 au 1er mars 1793 : général Berruyer

Armée de Réserve
- du 1er mars au 28 avril 1793 : général Berruyer, immédiatement la droite ; la gauche subordonnément : général Beaufranchet d'Ayat
- du 29 au 30 avril 1793, par intérim : général Leigonyer immédiatement la droite ; la gauche subordonnément : général Beaufranchet d'Ayat

Armée des côtes de la Rochelle dite armée de la Vendée
- du 1er au 27 mai, par intérim : général Leigonyer immédiatement la droite ; la gauche subordonnément : général Beaufranchet d'Ayat
- du 28 mai au 11 juillet 1793 : général Biron, qui est destitué et arrêté
- du 12 au 18 juillet 1793 : général Beysser (appelé à Paris pour rendre compte de sa conduite, le général Pilotte commande la division de droite, et le général Chalbos la division de gauche, en attendant l'arrivée du général Rossignol)
- du 31 juillet au 24 août 1793 : général Rossignol
- du 25 au 30 août 1793, provisoirement : général Santerre après la suspension de Rossignol par les Représentants Bourdon et Goupilleau de Fontenay
- du 31 août au 5 octobre 1793 : général Rossignol, réintégré par décret de la Convention

## Composition
Au 1er juin 1793, l'armée des côtes de La Rochelle est composée de la division des Sables (car en garnison aux Sables d'Olonne) elle même divisée en deux colonnes.
- 1re colonne
  - 32e régiment d'infanterie (23 hommes)
  - 52e régiment d'infanterie de ligne (23 hommes)
  - 60e régiment d'infanterie de ligne (45 hommes)
  - 110e régiment d'infanterie de ligne (95 hommes)
  - 5e bataillon de volontaires de la Marne (854 hommes)
  - Canonniers du 5e bataillon de volontaires de la Marne (49 hommes - 2 canons de 4)
  - Canonniers du 5e bataillon de volontaires de la Charente (§ hommes - 2 canons de 4)
  - 1er bataillon de volontaires de Bordeaux (606 hommes)
  - Canonniers du 1er bataillon de Bordeaux (52 hommes - 2 canons de 4)
  - 2e bataillon de volontaires de Bordeaux (560 hommes)
  - Canonniers du 2e bataillon de Bordeaux (59 hommes - 2 canons de 4)
  - Bataillon de volontaires de Lot-et-Garonne (844 hommes)
  - Canonniers du bataillon de Lot-et-Garonne (2 canons de 4)
  - Volontaires de Baulieu (51 hommes)
  - Gendarmerie nationale à cheval (91 hommes)
  - Cavaliers volontaires de Confolens (54 hommes)

Régiments ayant fait partie de l'Armée des côtes de La Rochelle :
- 19e régiment de chasseurs à cheval

## Source
- Chef d'escadron d'état-major Charles Clerget, Tableaux des armées françaises pendant les guerres de la Révolution, sous la direction de la section historique de l'état-major de l'armée, librairie militaire R. Chapelot, Paris, 1905.